# Werner Bertram
Ferdinand Wilhelm Werner Bertram (* 26. April 1835 in Ottenstein; † 1. Dezember 1899 in Braunschweig) war ein deutscher lutherischer Theologe und Botaniker. Er war von 1867 bis 1899 Pastor an der Braunschweiger Katharinenkirche und von 1890 bis 1899 General- und Stadtsuperintendent von Braunschweig. Er veröffentlichte 1876 die bis heute maßgebliche Flora von Braunschweig.

## Leben und Werk
Der Sohn des Ottensteiner Pastors und späteren Superintendenten Andreas Christian Friedrich Bertram besuchte das Gymnasium in Holzminden und studierte von 1854 bis 1857 Theologie in Göttingen. Er arbeitete anschließend drei Jahre als Hauslehrer und war von 1860 bis 1866 als Lehrer an der Königlich-preußischen Ackerbauschule in Badersleben tätig. Er wechselte zu Ostern 1866 als Waisenhausinspektor nach Wolfenbüttel. Am 29. September 1867 wurde er Pastor an der St. Katharinenkirche in Braunschweig als Nachfolger des 1866 verstorbenen Heinrich Matthias Sachtleben. Daneben wirkte er bis 1889 als Religionslehrer an der höheren Töchterschule. Anfang 1890 erfolgte die Ernennung Bertrams zum General- und Stadtsuperintendenten und die Berufung in die Landessynode sowie in die Herzogliche Ministerialkommission für Schulangelegenheiten. Er wurde im Mai 1890 mit dem Ritterkreuz II. Klasse und 1892 mit dem Ritterkreuz I. Klasse ausgezeichnet.
Bertram besaß umfassende botanische Kenntnisse, die er seit 1861 auf Reisen nach Süddeutschland und in die Schweiz sowie auf Exkursionen in den Harz vertiefte. Er ist Verfasser mehrerer botanischer Werke, darunter die 1876 erschienene Flora von Braunschweig, welche 1894 und 1908 unter dem Titel Excursionsflora des Herzogthums Braunschweig mit Einschluß des ganzen Harzes erweitert wurde. Weiterhin veröffentlichte er eine Schulbotanik sowie Tabellen zum leichten Bestimmen der in Norddeutschland häufig wildwachsenden und angebauten Pflanzen. Bertram war Mitglied des Vereins für Naturwissenschaften, dessen Präsidium er 1874 übernahm.
Die in der östlichen Außenstadt Braunschweigs verlaufende Bertramstraße ist aus zeitlichen Gründen höchstwahrscheinlich nicht nach Werner Bertram benannt, da sie bereits im Adressbuch des Jahres 1860 genannt wird. Zu diesem Zeitpunkt war der erst 25-Jährige noch nicht in Braunschweig tätig.